# 阿塞斯
阿塞斯（法語：Assesse，法語發音：[asɛs]）是比利时瓦隆大区那慕爾省那慕爾區的一个市镇，通行法语，是比利时法语社群的一部分，面积78.16平方千米，人口6,964人（2018年1月1日）。